# Кыр-Джол (Ырысский айылный аймак)
Кыр-Джол (кирг. Кыр-Жол) — село в Сузакском районе Джалал-Абадской области Кыргызстана. Входит в состав Ырысского айылного аймака.

## География
Село расположено в юго-восточной части области, на берегах реки Чангет, на расстоянии приблизительно 21 километра (по прямой) к востоку от села Сузак, административного центра района. Абсолютная высота — 912 метров над уровнем моря.

## Население
Согласно оценочным данным Национального статистического комитета Кыргызской Республики, численность населения села на начало 2023 года составляла 630 человек.
| год     | 2009 | 2014 | 2015 | 2020 | 2021 | 2023 |
| ------- | ---- | ---- | ---- | ---- | ---- | ---- |
| человек | 565  | 607  | 564  | 615  | 619  | 630  |